# Dramane Nikièma
Abdoul Dramane Nikièma (ur. 17 października 1988 w Bobo-Dioulasso) – burkiński piłkarz grający na pozycji środkowego pomocnika. Od 2013 jest zawodnikiem klubu Horoya AC.

## Kariera klubowa
Swoją karierę piłkarską Nikièma rozpoczął w klubie Étoile Filante Wagadugu, w którym zadebiutował w sezonie 2007/2008 w burkińskiej pierwszej lidze. W debiutanckim sezonie wywalczył z nim mistrzostwo Burkiny Faso oraz zdobył Puchar Burkiny Faso. Z kolei w sezonie 2008/2009 został wicemistrzem kraju.
W latach 2009–2012 Nikièma grał w US des Forces Armées. W sezonie 2009/2010 zdobył z nim Puchar Burkiny Faso. W sezonie 2013 grał w Santos FC i wywalczył z nim wicemistrzostwo Burkiny Faso.
W 2013 roku Nikièma przeszedł do gwinejskiego klubu Horoya AC. Wraz z Horoyą wywalczył siedem tytułów mistrza Gwinei w sezonach 2014/2015, 2015/2016, 2016/2017, 2017/2018, 2018/2019, 2019/2020 i 2020/2021 oraz wicemistrzostwo w sezonie 2013/2014. Zdobył też dwa Puchary Gwinei w sezonach 2015/2016 i 2018/2019.

## Kariera reprezentacyjna
W reprezentacji Burkiny Faso Nikièma zadebiutował 26 maja 2012 w zremisowanym 2:2 towarzyskim meczu z Beninem, rozegranym w Wagadugu. W 2022 roku został powołany do kadry na Puchar Narodów Afryki 2021. Wraz z Burkiną Faso zajął 4. miejsce na tym turnieju. Rozegrał na nim jeden mecz, grupowy z Republiką Zielonego Przylądka (1:0).